# Эррасурис Вальдес, Максимиано
Максимиано Эррасурис Вальдес (исп. Maximiano Errázuriz Valdés; 29 января 1895 — 10 октября 1950) — чилийский политик.
Выходец из влиятельной семьи Эррасурисов, давшей четырёх президентов Чили. Сын министра и дипломата Рафаэля Эррасуриса Урменеты, внук Максимиано Эррасуриса Вальдивьесо.
Учился во Франции и Италии, получил юридическое образование в Риме, где его отец занимал пост чилийского посланника при Святом Престоле. Вступив в Консервативную партию, вернулся в Чили и в 1924 году был избран депутатом чилийского парламента, в том же году распущенного пришедшей к власти хунтой под руководством Луиса Альтамирано. Вновь был избран в парламент на выборах 1926 года от провинции Аконкагуа и на протяжении четырёх лет исполнял обязанности депутата, входил в парламентские комиссии по международным отношениям и по народному образованию. Затем в 1933—1949 гг. был сенатором, входил в комиссии по народному образованию, по горнодобывающей промышленности и промышленному развитию, по общественным работам и путям сообщения. В 1937 году возглавлял торговую делегацию Чили, посетившую страны Дальнего Востока. В 1947 году занял должность казначея Консервативной партии.
Был женат на Росарио Эдвардс Матте (1895—1929), представительнице другой влиятельной семьи чилийских политиков и предпринимателей. Отец трёх детей, дед политика Хайме Гусмана.